# ستيفان ريختر
ستيفان ريختر (بالفنلندية: Stefan Richter)‏ هو طاهي وسياسي فنلندي، ولد في 2 يوليو 1972 في تامبيري في فنلندا. في 2017 Suonenjoki municipal election ‏، انتخب عضو مجلس بلدية ‏.

## وصلات خارجية
- ستيفان ريختر على موقع IMDb (الإنجليزية)